# Loop (Chicago)
Loop é o centro financeiro e também uma das 77 áreas comunitárias da cidade de Chicago, Illinois, Estados Unidos. O Loop é a sede administrativa da cidade e do Condado de Cook, além de ser preservado como centro histórico importante na história do estado. Limita-se a noroeste pelo rio Chicago e a leste pelo lago Michigan, embora o núcleo comercial tenha se expandido para os bairros adjacentes.
A área de comunidade designada como Loop compreende o Grant Park, o maior parque público da cidade, e o Instituto de Arte de Chicago, um dos mais importantes museus de arte do país. Outras várias organizações culturais estão sediadas no bairro, como por exemplo: a Orquestra Sinfônica de Chicago, a Ópera Lírica de Chicago e o Centro Cultural de Chicago.

## Localização
O centro de Chicago, o Loop, é delimitado pelo rio Chicago (norte/oeste), pelo Lago Michigan (leste) e pela Roosevelt Road (sul). Contudo, a região comercial têm se expandido para outras áreas da cidade. Em 1920, a Universidade de Chicago dividiu a cidade em 77 áreas denominadas Áreas comunitárias de Chicago (Community area of Chicago). O centro foi agrupado com a região do Grant Park.

## Atrações turísticas

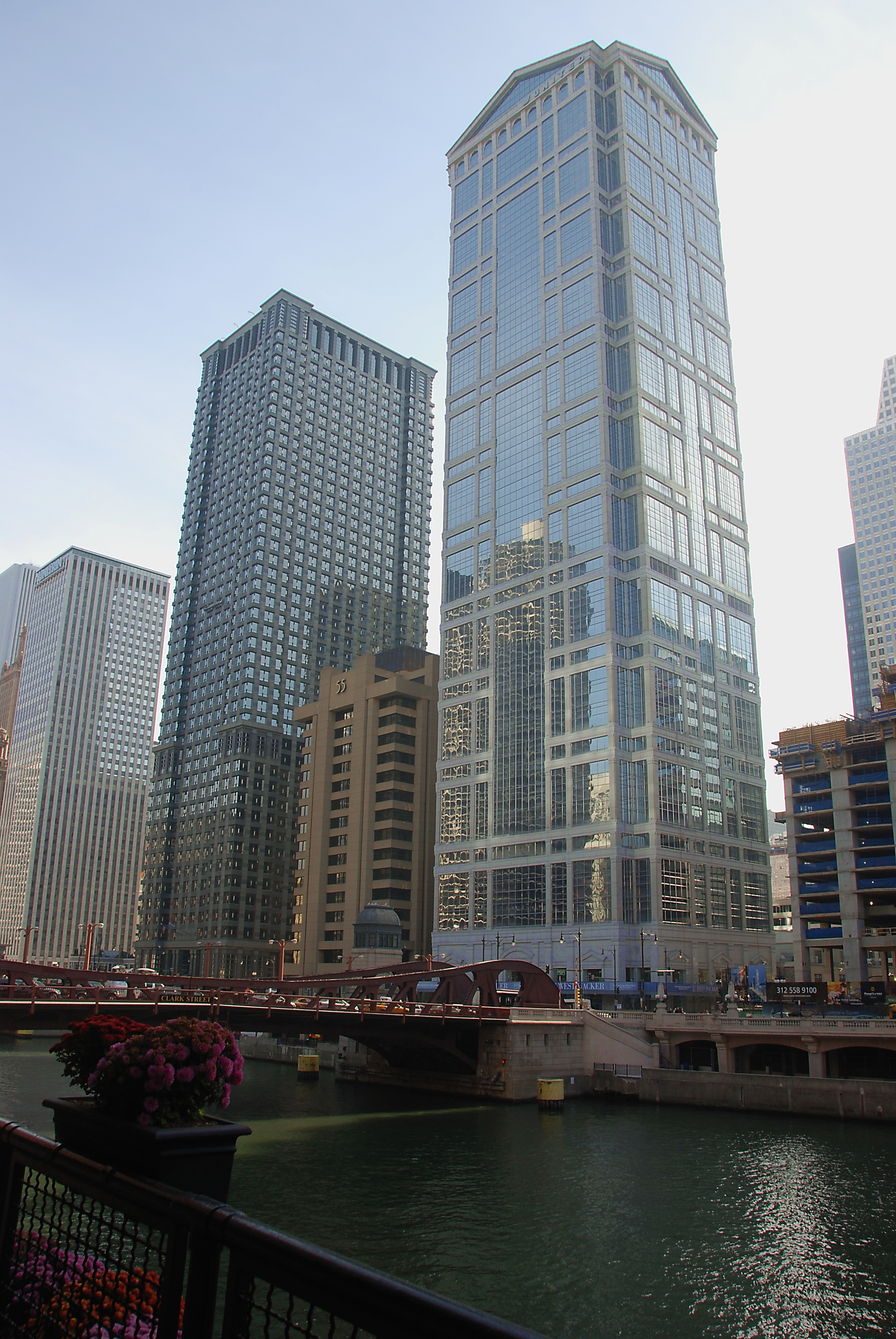
Prédios do Loop.

As principais atrações turísticas do Loop são:
- Art Institute of Chicago
- Teatro Chicago
- Sede da Orquestra Sinfônica de Chicago
- Chicago Cultural Center
- Biblioteca Harold Washington
- Mather Tower
- Prefeitura de Chicago
- Reliance Building
- Willis Tower